# Henri Cordero de Montezemolo
Enrico Cordero De Montezemolo est un homme politique italien du XIXe siècle, député de la province de Nice au parlement de Turin.

## Biographie
Né en 1811 à Mondovi (alors dans le département français de la Sture, aujourd'hui dans la province italienne de Coni), conservateur, le marquis Enrico Cordero De Montezemolo est élu député par le collège de Sospel pour les 6e et 7e législatures.
Il est le frère du député Massimo Cordero De Montezemolo. En 1860, il se prononce contre la cession de Nice à la France.